# Joyride (2005)
Joyride is een Nederlandse bioscoopfilm uit 2005.

## Verhaal
Drie meiden stelen een oldtimer cabriolet en rijden daarmee naar een modellenwedstrijd in Zuid-Frankrijk. Als ze onderweg ontdekken dat er een bewusteloze jongeman in de achterbak ligt, biecht een van de dames op dat zij hiervoor verantwoordelijk is en dat ze het plan heeft om de jongen uit de weg te ruimen.

## Filmmuziek
De muziek is verzorgd door de Nederlandse symfonische metalband EPICA. Het album werd uitgebracht onder de titel The Score - An Epic Journey. In de film komt ook een stukje van het nummer "Sensorium" voorbij. Dit is echter niet op "The Score", maar op "The Phantom Agony" te horen.

## Rolverdeling
- Peggy Vrijens - Joy
- Georgina Verbaan - Chantal
- Tygo Gernandt - Tim
- Dorien Haan - Roos
- Don Clovis - Boswachter